# Kresna Gully
Kresna Gully (bulgarisch Кресненска Падина Kresnenska Padina) ist eine längliche, von zahlreichen Gletscherspalten durchzogene und 2,7 km lange Senke auf der Livingston-Insel im Archipel der Südlichen Shetlandinseln. Im Osten der Insel erstreckt sich im Perunika-Gletscher vom Rezen Knoll in westlicher Richtung. Sie endet 930 m südöstlich bis südlich des Aleko Rock sowie 3 km nordöstlich des Kap Hespérides als östlicher Winkel des Emona Anchorage.
Die bulgarische Kommission für Antarktische Geographische Namen benannte sie 1996 nach der Kresna-Schlucht in Bulgarien. Das UK Antarctic Place-Names Committee übertrug 1997 die bulgarische Benennung ins Englische.